# Fujel
Fujel (nep. फुजेल) – gaun wikas samiti w zachodniej części Nepalu w strefie Gandaki w dystrykcie Gorkha. Według nepalskiego spisu powszechnego z 2001 roku liczył on 1069 gospodarstw domowych i 5416 mieszkańców (2951 kobiet i 2465 mężczyzn).